# Viktor Elm
Viktor Sebastian Elm, född 13 november 1985 i Johansfors i Emmaboda kommun, är en svensk före detta fotbollsspelare (mittback).
Elm spelade under sin karriär för Nybro IF, Falkenbergs FF, Kalmar FF (KFF), SC Heerenveen och AZ Alkmaar. Han har två bröder som båda tidigare också spelade i samma lag, David och Rasmus Elm.

## Klubbkarriär

### Kalmar FF
Elm värvades till Kalmar FF, där brodern Rasmus Elm redan spelade, från Falkenbergs FF inför säsongen 2006. Inför nästa säsong hämtades även äldste brodern David Elm från Falkenberg och den 9 april 2007 blev bröderna en av få brödratrior genom tiderna att spela för samma lag, i samma match i Allsvenskan,. Brödratrion Thysell i AIK var först (1928) och brödratrion Andersson i Mjällby AIF har spelat flest matcher (64 matcher 1980–1985). Övriga är bröderna Persson i Sandvikens IF, bröderna Nilsson i Landskrona BOiS och bröderna Hjertsson (Arne Hjertsson, Kjell Hjertsson och Sven Hjertsson) i Malmö FF (källa SFS-Bolletinen nr 2/2007). Viktor Elm och hans bröder spelade en stor roll i den andra delen av 2007 års säsong som ledde till Kalmar FF:s bästa resultat i Allsvenskan sedan 1985. Det blev en andraplats och "stora silvret" i serien och med en tredje vinst i Svenska cupen (för första gången sedan 1987) efter finalseger med 3–0 över senare svenska mästarna IFK Göteborg.
Säsongen 2008 hade Viktor Elm en ännu större betydelse för sitt lag. KFF vann SM-guld för första gången i historien och han imponerade med ett stort spel. 15 mål, varav båda i 2–1-segern i seriefinalen mot Elfsborg, och fyra under hans sista match på Fredriksskans, bidrog starkt till seriesegern och medförde att han under hösten blev utsedd till bästa mittfältare i Allsvenskan. I Kalmar FF:s UEFA-cupäventyr under hösten gjorde Elm det vinnande målet mot Feyenoord i första omgången av UEFA-cupen 2008/2009.

### SC Heerenveen
Elm skrev under hösten 2008 på för det nederländska laget SC Heerenveen och lämnade i januari 2009 KFF som bosman-fall. De två första målen för sin nya klubb gjorde han mot Feyenoord i den fjärde omgången av KNVB Cup 2008/2009. Första målet i Eredivisie kom den 8 februari 2009 i en match mot NAC Breda.

### Återkomst i Kalmar FF
Den 30 mars 2015 blev det klart att Elm återvände till Kalmar FF där han återförenades med sina bröder. Kontraktet skrevs på fyra år. Viktor Elm övertog senare lagkaptensbindeln i KFF efter sin äldre bror David, som avslutade sin elitfotbollskarriär efter säsongen 2017.
Efter säsongen 2020 avslutade Elm sin fotbollskarriär.

## Landslagskarriär
Viktor Elm gjorde landslagsdebut för Sveriges herrlandslag i fotboll mot USA den 13 januari 2008. Han gjorde sin debut i Kvalspelet till världsmästerskapet i fotboll 2010 den 6 juni 2009 i en 0–1-förlust mot Danmark efter att ha blivit inbytt mot Daniel Andersson i den 68:e matchminuten.

## Meriter

### Kalmar FF
- Allsvenskan: 2008
- Svenska cupen: 2007

### SC Heerenveen
- KNVB Cup: 2008/2009

### AZ Alkmaar
- KNVB Cup: 2012/2013

### Individuellt
- Årets mittfältare i Sverige: 2008
- Smålands bästa fotbollsspelare 2008, 2018[13]

## Karriärstatistik
| Klubblag           | Klubblag           | Klubblag           | Liga    | Liga | Cup           | Cup           | Kontientalt | Kontientalt | Övrigt  | Övrigt | Totalt  | Totalt |
| Säsong             | Klubb              | Liga               | Matcher | Mål  | Matcher       | Mål           | Matcher     | Mål         | Matcher | Mål    | Matcher | Mål    |
| Sverige            | Sverige            | Sverige            | Liga    | Liga | Svenska cupen | Svenska cupen | Europa      | Europa      | Övrigt  | Övrigt | Totalt  | Totalt |
| ------------------ | ------------------ | ------------------ | ------- | ---- | ------------- | ------------- | ----------- | ----------- | ------- | ------ | ------- | ------ |
| 2004               | Falkenbergs FF     | Superettan         | 4       | 0    | 0             | 0             | 0           | 0           | 0       | 0      | 4       | 0      |
| 2005               | Falkenbergs FF     | Superettan         | 28      | 8    | 0             | 0             | 0           | 0           | 0       | 0      | 28      | 8      |
| 2006               | Kalmar FF          | Allsvenskan        | 24      | 5    | 4             | 0             | 6           | 1           | 0       | 0      | 34      | 6      |
| 2007               | Kalmar FF          | Allsvenskan        | 24      | 4    | 4             | 0             | 0           | 0           | 0       | 0      | 28      | 4      |
| 2008               | Kalmar FF          | Allsvenskan        | 30      | 15   | 5             | 3             | 5           | 1           | 1       | 0      | 41      | 19     |
| Nederländerna      | Nederländerna      | Nederländerna      | Liga    | Liga | KNVB Cup      | KNVB Cup      | Europa      | Europa      | Övrigt  | Övrigt | Totalt  | Totalt |
| 2008/2009          | Heerenveen         | Eredivisie         | 12      | 4    | 4             | 4             | 0           | 0           | 0       | 0      | 16      | 8      |
| Totalt             | Sverige            | Sverige            | 110     | 32   | 13            | 3             | 11          | 2           | 1       | 0      | 135     | 37     |
| Totalt             | Nederländerna      | Nederländerna      | 12      | 4    | 4             | 4             | 0           | 0           | 0       | 0      | 16      | 8      |
| Totalt i karriären | Totalt i karriären | Totalt i karriären | 122     | 34   | 17            | 7             | 11          | 2           | 1       | 0      | 150     | 46     |